# Swiss Indoors Basel 2018 - Doppio
Ivan Dodig e Marcel Granollers erano i detentori del titolo, ma non hanno preso parte insieme a questa edizione del torneo. Dodig ha fatto coppia con Ben McLachlan, ma si è ritirato prima dell'inizio del torneo per un infortunio. Granollers ha fatto coppia con Rohan Bopanna, perdendo ai quarti di finale contro Dominic Inglot e Franko Škugor.
In finale Inglot e Škugor hanno battuto Alexander e Miša Zverev con il punteggio di 6-2, 7-5.

## Teste di serie
1. Raven Klaasen /  Michael Venus (primo turno)
2. Ivan Dodig /  Ben McLachlan (ritirati)

1. Jean-Julien Rojer /  Horia Tecău (quarti di finale)
2. Rohan Bopanna /  Marcel Granollers (quarti di finale)

## Qualificati
1. Guillermo García López /  David Marrero (primo turno)

### Lucky loser
1. Robert Lindstedt /  Fabrice Martin (primo turno)

## Wild card
1. Marc-Andrea Hüsler /  Sem Verbeek (quarti di finale)

1. Henri Laaksonen /  Luca Margaroli (primo turno)

## Tabellone

### Legenda
| - Q = Qualificato - WC = Wild card - LL = Lucky loser | - ALT = Alternate - SE = Special Exempt - PR = Protected Ranking | - w/o = Walkover - r = Ritirato - d = Squalificato |

|  | Primo turno          | Primo turno               | Primo turno              | Primo turno | Primo turno |  |  | Quarti di finale          | Quarti di finale          | Quarti di finale          | Quarti di finale     | Quarti di finale  |   |     | Semifinali        | Semifinali        | Semifinali        | Semifinali        | Semifinali        |   |   | Finale | Finale | Finale | Finale | Finale |  |
|  |                      |                           |                          |             |             |  |  |                           |                           |                           |                      |                   |   |     |                   |                   |                   |                   |                   |   |   |        |        |        |        |        |  |
|  | 1                    | R Klaasen M Venus         | 5                        | 7           | [5]         |  |  |                           |                           |                           |                      |                   |   |     |                   |                   |                   |                   |                   |   |   |        |        |        |        |        |  |
|  | WC                   | M-A Hüsler S Verbeek      | 7                        | 5           | [10]        |  |  | WC                        | M-A Hüsler S Verbeek      | 6                         | 68                   | [5]               |   |     |                   |                   |                   |                   |                   |   |   |        |        |        |        |        |  |
|  | D Sharan A Sitak     | D Sharan A Sitak          | 6                        | 63          | [10]        |  |  |                           | D Sharan A Sitak          | 1                         | 7                    | [10]              |   |     |                   |                   |                   |                   |                   |   |   |        |        |        |        |        |  |
|  | M Ebden D Medvedev   | M Ebden D Medvedev        | 4                        | 7           | [7]         |  |  |                           |                           |                           |                      |                   |   |     | D Sharan A Sitak  | D Sharan A Sitak  | D Sharan A Sitak  | 1                 | 3                 |   |   |        |        |        |        |        |  |
|  | 3                    | J-J Rojer H Tecău         | J-J Rojer H Tecău        | 6           | 6           |  |  |                           |                           | A Zverev M Zverev         | A Zverev M Zverev    | A Zverev M Zverev | 6 | 6   |                   |                   |                   |                   |                   |   |   |        |        |        |        |        |  |
|  |                      | R Haase M Middelkoop      | R Haase M Middelkoop     | 3           | 4           |  |  | 3                         | J-J Rojer H Tecău         | J-J Rojer H Tecău         | 4                    | 4                 |   |     |                   |                   |                   |                   |                   |   |   |        |        |        |        |        |  |
|  | A Zverev M Zverev    | A Zverev M Zverev         | 4                        | 7           | [10]        |  |  |                           | A Zverev M Zverev         | A Zverev M Zverev         | 6                    | 6                 |   |     |                   |                   |                   |                   |                   |   |   |        |        |        |        |        |  |
|  | N Monroe J Sock      | N Monroe J Sock           | 6                        | 62          | [4]         |  |  |                           |                           |                           |                      |                   |   |     | A Zverev M Zverev | A Zverev M Zverev | A Zverev M Zverev | 2                 | 5                 |   |   |        |        |        |        |        |  |
|  | M Cecchinato A Seppi | M Cecchinato A Seppi      | M Cecchinato A Seppi     | 3           | 4           |  |  |                           |                           |                           |                      |                   |   |     |                   |                   | D Inglot F Škugor | D Inglot F Škugor | D Inglot F Škugor | 6 | 7 |        |        |        |        |        |  |
|  | D Inglot F Škugor    | D Inglot F Škugor         | D Inglot F Škugor        | 6           | 6           |  |  |                           | D Inglot F Škugor         | 2                         | 7                    | [10]              |   |     |                   |                   |                   |                   |                   |   |   |        |        |        |        |        |  |
|  | Q                    | G García López D Marrero  | G García López D Marrero | 1           | 4           |  |  | 4                         | R Bopanna M Granollers    | 6                         | 6                    | [3]               |   |     |                   |                   |                   |                   |                   |   |   |        |        |        |        |        |  |
|  | 4                    | R Bopanna M Granollers    | R Bopanna M Granollers   | 6           | 6           |  |  |                           |                           |                           |                      |                   |   |     | D Inglot F Škugor | D Inglot F Škugor | 5                 | 6                 | [10]              |   |   |        |        |        |        |        |  |
|  | WC                   | H Laaksonen L Margaroli   | 7                        | 3           | [5]         |  |  |                           |                           | J Peralta H Zeballos      | J Peralta H Zeballos | 7                 | 3 | [6] |                   |                   |                   |                   |                   |   |   |        |        |        |        |        |  |
|  |                      | J Peralta H Zeballos      | 64                       | 6           | [10]        |  |  | J Peralta H Zeballos      | J Peralta H Zeballos      | J Peralta H Zeballos      | 7                    | 6                 |   |     |                   |                   |                   |                   |                   |   |   |        |        |        |        |        |  |
|  |                      | A-u-H Qureshi S Tsitsipas | 7                        | 3           | [10]        |  |  | A-u-H Qureshi S Tsitsipas | A-u-H Qureshi S Tsitsipas | A-u-H Qureshi S Tsitsipas | 5                    | 3                 |   |     |                   |                   |                   |                   |                   |   |   |        |        |        |        |        |  |
|  | LL                   | R Lindstedt F Martin      | 64                       | 6           | [6]         |  |  |                           |                           |                           |                      |                   |   |     |                   |                   |                   |                   |                   |   |   |        |        |        |        |        |  |

## Qualificazioni

### Teste di serie
1. Robert Lindstedt /  Fabrice Martin (ultimo turno, lucky loser)

1. Nicolás Jarry /  Leonardo Mayer (primo turno)

### Qualificati
1. Guillermo García López /  David Marrero

#### Lucky loser
1. Robert Lindstedt /  Fabrice Martin

### Tabellone qualificazioni
|  | Primo turno | Primo turno                          | Primo turno                     | Primo turno | Primo turno |  |  | Ultimo turno | Ultimo turno                         | Ultimo turno | Ultimo turno | Ultimo turno |  |
|  |             |                                      |                                 |             |             |  |  |              |                                      |              |              |              |  |
|  | 1           | Robert Lindstedt Fabrice Martin      | Robert Lindstedt Fabrice Martin | 6           | 6           |  |  |              |                                      |              |              |              |  |
|  | WC          | Sandro Ehrat Jakub Paul              | Sandro Ehrat Jakub Paul         | 3           | 1           |  |  | 1            | Robert Lindstedt Fabrice Martin      | 3            | 6            | [7]          |  |
|  |             | Guillermo García López David Marrero | 6                               | 62          | [12]        |  |  |              | Guillermo García López David Marrero | 6            | 4            | [10]         |  |
|  | 2           | Nicolás Jarry Leonardo Mayer         | 4                               | 7           | [10]        |  |  |              |                                      |              |              |              |  |